# Pallavolo Sirio Perugia 2002-2003
Questa voce raccoglie le informazioni riguardanti la Pallavolo Sirio Perugia nelle competizioni ufficiali della stagione 2002-2003.

## Organigramma societario
Area direttiva
- Presidente: Carlo Iacone

Area tecnica
- Allenatore: Massimo Barbolini
- Allenatore in seconda: Alessandro Chiappini

Area sanitaria
- Medico: Michela Lorenzini
- Fisioterapista: Mauro Proietti (dal 12 marzo 2003)

## Rosa
| N° | Nome                     | Ruolo | Data di nascita   | Nazionalità sportiva |
| -- | ------------------------ | ----- | ----------------- | -------------------- |
| 1  | Ol'ga Potašova           | S     | 26 giugno 1976    | Russia               |
| 2  | Paola Croce              | L     | 6 marzo 1978      | Italia               |
| 3  | Dorota Świeniewicz       | S     | 27 luglio 1972    | Polonia              |
| 5  | Marina Katić             | P     | 1º ottobre 1983   | Croazia              |
| 6  | Maria del Rosario Romanò | C     | 13 febbraio 1976  | Italia               |
| 7  | Irina Kirillova          | P     | 15 maggio 1965    | Russia               |
| 8  | Cristina Flamini         | S     | 29 agosto 1984    | Italia               |
| 9  | Elisabetta Gilioli       | S     | 23 gennaio 1975   | Italia               |
| 10 | Chiara Arcangeli         | L     | 14 febbraio 1983  | Italia               |
| 11 | Simona Gioli             | C     | 17 settembre 1977 | Italia               |
| 12 | Taismary Agüero          | O     | 5 marzo 1977      | Cuba                 |
| 13 | Mirka Francia            | S     | 14 febbraio 1975  | Cuba                 |
| 15 | Eleonora Bartoccini      | P     | 30 marzo 1984     | Italia               |